# 滅蟻樂
滅蟻樂（Mirex）又稱滅蟻靈，是有機氯殺蟲劑的一種，為白色結晶狀固體，熔點約為485℃。滅蟻樂具有中度毒性，對於老鼠的口服LD50值為300-600mg/kg。它對於火蟻、蜈蚣、蛞蝓、蝸牛和馬陸特別有效。
該殺蟲劑受斯德哥爾摩公約管制。